# Івановка (Наро-Фомінський район)
Івановка (рос. Ивановка) — присілок у Наро-Фомінському районі Московської області Російської Федерації

## Розташування
Присілок входить до складу міського поселення Наро-Фомінськ та розташований на схід від Наро-Фомінська, поруч із Київським шосе. Найближчі населені пункти Афанасовка, Базисний Розсадник. Присілок розташовано на березі річки Березовка.

## Населення
Станом на 2006 рік у присілку проживала 151 особа, у 2010 — 175 осіб.